# Latalice
Latalice ist ein Dorf der Gemeinde Pobiedziska im Powiat Poznański in der Woiwodschaft Großpolen im westlichen Zentral-Polen mit einem Schulzenamt. Der Ort befindet sich etwa vier km nordöstlich von Pobiedziska und 30 km nordöstlich der Landeshauptstadt Poznań.

## Geschichte
Der Ort gehörte nach der Zweiten Teilung Polens 1793 zum Kreis Schroda und ab 4. Januar 1900 zum Kreis Posen-Ost. 
Am 25. Februar 1900 schloss sich die Gemeinde Latalice, die 1895 35 Einwohner zählte mit den Gutsbezirken Latalice (111 Einwohner im Jahr 1895) und Gwiazdowo bei Pudewitz (130 Einwohner im Jahr 1895) zur Gemeinde Alswede zusammen. Das Gemeindelexikon für das Königreich Preußen von 1905 gibt für den Ort 56 bewohnte Häuser auf 785,9 ha Fläche an. Die 398 Bewohner Alswedes setzten sich aus 289 deutschsprechenden Protestanten und 109 Katholiken, davon 69 polnischsprechenden, 39 deutschsprechenden und einer Person mit deutsch und einer weiteren Muttersprache, zusammen. Sie teilten sich auf 60 Mehrpersonenhaushalte auf. Die evangelische Gemeinde gehörte zum Kirchspiel Lettberg (Kreis Gnesen), die katholische zum Kirchspiel Wenglewo. Für den 1. Januar 1908 wird angegeben, dass der Ort Teil des Polizeidistriktes Pudewitz war. Am 1. Dezember 1910 hatte die Gemeinde Alswede 459 Einwohner.
In den Jahren 1975 bis 1998 gehörte der Ort zur Woiwodschaft Posen.